# サンチャリオット
サンチャリオット (Sun Chariot) は、イギリスの競走馬。第二次世界大戦中にイギリス王ジョージ6世の愛馬として走り、イギリス牝馬三冠を達成した。名前は「太陽神の戦車」の意。

## 経歴

### 競走馬時代
サンチャリオットはアイルランドにあるイギリス国立牧場（ナショナルスタッド）で生まれた（この牧場はのちにアイルランド政府に譲渡され、アイリッシュ・ナショナルスタッドとして現在に至っている）。ナショナルスタッドで生まれた馬は原則としてセリ市に出されることになっていたが例外的に王室所有馬となるものもいて、サンチャリオットもそのうちの一頭となった。
サンチャリオットは華奢な体つきをしていたが調教ではよく走り、レースでも優れたパフォーマンスを見せた。1941年6月6日のデビュー戦を優勝し、翌7月はじめのクインメアリーステークスも優勝。7月末に出走したソールズベリーステークスでは2着馬に大差をつけて優勝した。この後しばらくドイツ軍によるイギリス本土空襲が激しくなったことからレースへの出走は控えられ、10月にミドルパークステークスに出走。当時このレースは2歳馬の能力順位を決定づける役割を担っており、これに優勝したサンチャリオットは年末にジョッキークラブが発表した2歳フリーハンデで5戦5勝のビッグゲームを抑え首位（9ストーン7ポンド）となった。
サンチャリオットは翌1942年のシーズン初戦となったサウザンステークスで3着に敗れ、初の敗戦を喫した。その後陣営は連闘でサラムステークスに出走し、さらに中1週で5月半ばに行われる1000ギニーに出走するローテーションをとった。サンチャリオットはサラムステークスを優勝し、1000ギニーではブックメーカーによるオッズが1:1という圧倒的な人気に応え優勝した。1000ギニーの後、6月の代行オークスも優勝し]イギリス牝馬クラシック二冠を達成した。
オークスの後、陣営は前年に続き、ドイツ軍の空襲への警戒から夏期のレース出走を控え、サンチャリオットを前哨戦に出走させることなくイギリス牝馬クラシック三冠をかけて9月の代行セントレジャーステークスに出走させた。レースではダービーステークス優勝馬のワトリングストリートに3馬身の着差をつけ優勝。38年ぶり7頭目となるイギリス牝馬クラシック三冠を達成した。年末にジョッキークラブが発表した3歳フリーハンデではビッグゲームと並び首位（9ストーン7ポンド）にランクされた。
翌1943年もしばらく調教が施されたが戦時中であったことからほとんどのレースが中止となり、この年は1回もレースに出走することなく競走馬を引退した。引退後はギリンガム国立牧場で繁殖牝馬となった。産駒のうちブルートレイン、ランドー、ジャイガンティック、ピンダリ、ジャヴリン、イカルスは種牡馬となり、ブルートレインとピンダリ、イカルスはイギリスで、ランドーとジャイガンティックはニュージーランドで、ジャヴリンは日本でそれぞれ種牡馬として供用され、ジャヴリンは東京優駿の勝ち馬カツラノハイセイコの母の父となった。牝馬の産駒ではゲイムカートが日本へ繁殖牝馬として輸出された。なおサンチャリオットの引退後、その偉業を記念して牝馬限定G1レースのサンチャリオットステークスが創設されている。

## 主な産駒
- ランドー（ルーメモリアルステークス）
- ブルートレイン（ニューマーケットステークス）
- ジャイガンティック（インペリアルプロデュースステークス）
- ピンダリ（ソラリオステークス）